# Wereldkampioenschap voetbal 2006 (Groep D) Iran - Angola
Deze pagina is een subpagina van het artikel Wereldkampioenschap voetbal 2006. Hierin wordt de wedstrijd in de groepsfase in groep D tussen Iran en Angola gespeeld op 21 juni 2006 nader uitgelicht.

## Wedstrijdgegevens
| Datum                | 21 juni 2006             | 21 juni 2006             |
| Stadion              | Zentralstadion, Leipzig  | Zentralstadion, Leipzig  |
| Toeschouwers         | 43.000                   | 43.000                   |
| Scheidsrechter       | Mark Shield              | Mark Shield              |
| Assistenten          | Nathan Gibson Ben Wilson | Nathan Gibson Ben Wilson |
| Vierde man           | Carlos Simon             | Carlos Simon             |
| Man van de wedstrijd | Ze Kalanga               | Ze Kalanga               |
|                      | Iran                     | Angola                   |
| Doelpunten           | 1                        | 1                        |
| Gele kaarten         | 3                        | 3                        |
| Rode kaarten         | 0                        | 0                        |
| Wissels              | 3                        | 3                        |
| Schoten op doel      | 13                       | 7                        |
| Schoten naast doel   | 18                       | 15                       |
| Overtredingen        | 19                       | 23                       |
| Hoekschoppen         | 3                        | 6                        |
| Buitenspel           | 2                        | 5                        |
| Strafschoppen        | 0                        | 0                        |
| Balbezit (tijd)      | 00'00"                   | 00'00"                   |
| Balbezit (%)         | 55%                      | 45%                      |

| Iran | 1 – 1           | Angola |
| Sohrab Bakthiarizadeh 75' | goals (assists) | 60' Flávio Amado                                                                                          |
| Branko Ivanković | bondscoach      | Luís Oliveira Gonçalves                                                                                   |
| Ebrahim Mirzapour Mehdi Mahdavikia Sohrab Bakthiarizadeh Rahman Rezaei Ferydoon Zandi Vahid Hashemian 39' Ali Daei Hossein Kaabi 67' Andranik Teymourian Mohammad Nosrati 13' Mehrzad Madanchi | opstellingen    | Joao Ricardo Jamba Kali Miloy 73' Figueiredo 51' Fabrice Akwa 23' Mateus Mendonca Ze Kalanga Locó Delgado |
| Masoud Shojaei 13' Rasoul Khatibi 39' Arash Borhani 67' | wissels         | 23' Love 51' Flávio Amado 73' Rui Marques                                                                 |
| Mehrzad Madanchi 37' Andranik Teymourian 55' Ferydoon Zandi 90' | gele kaarten    | 22' Locó 45+1' Mendonca 67' Ze Kalanga                                                                    |
| | rode kaarten    | |

## Overzicht van wedstrijden
| Groepswedstrijden | | | |
| Groep A | Groep B | Groep C | Groep D |
| Duitsland - Costa Rica Polen - Ecuador Duitsland - Polen Ecuador - Costa Rica Ecuador - Duitsland Costa Rica - Polen             | Engeland - Paraguay Trinidad en Tobago - Zweden Engeland - Trinidad en Tobago Zweden - Paraguay Zweden - Engeland Paraguay - Trinidad en Tobago | Argentinië - Ivoorkust Servië en Montenegro - Nederland Argentinië - Servië en Montenegro Nederland - Ivoorkust Nederland - Argentinië Ivoorkust - Servië en Montenegro | Mexico - Iran Angola - Portugal Mexico - Angola Portugal - Iran Portugal - Mexico Iran - Angola                               |
| Groep E | Groep F | Groep G | Groep H |
| Italië - Ghana Verenigde Staten - Tsjechië Italië - Verenigde Staten Tsjechië - Ghana Tsjechië - Italië Ghana - Verenigde Staten | Australië - Japan Brazilië - Kroatië Brazilië - Australië Japan - Kroatië Japan - Brazilië Kroatië - Australië                                  | Frankrijk - Zwitserland Zuid-Korea - Togo Frankrijk - Zuid-Korea Togo - Zwitserland Togo - Frankrijk Zwitserland - Zuid-Korea                                           | Spanje - Oekraïne Tunesië - Saoedi-Arabië Spanje - Tunesië Saoedi-Arabië - Oekraïne Saoedi-Arabië - Spanje Oekraïne - Tunesië |
| Achtste finales | | | |
| Duitsland - Zweden Argentinië - Mexico                                                                                           | Italië - Australië Zwitserland - Oekraïne | Engeland - Ecuador Portugal - Nederland | Brazilië - Ghana Spanje - Frankrijk                                                                                           |
| Kwartfinales | | | |
| Duitsland - Argentinië | Italië - Oekraïne | Engeland - Portugal | Brazilië - Frankrijk |
| Halve finales | | | |
| Duitsland - Italië | Duitsland - Italië | Portugal - Frankrijk | Portugal - Frankrijk |
| Troostfinale | | | |
| Duitsland - Portugal | | | |
| Finale | | | |
| Italië - Frankrijk | | | |